# William Link
Pour les articles homonymes, voir Link.
William Link est un écrivain, scénariste, producteur de télévision et acteur américain né le 15 décembre 1933 à Elkins Park en banlieue de Philadelphie et mort le 27 décembre 2020 à Los Angeles. Il est le créateur, avec son ami Richard Levinson, des séries Columbo et Arabesque.

## Filmographie

### Comme scénariste

#### Télévision
- 1959-1960 : Johnny Ringo 3 épisodes Ghost Coach, The Rain Man, et Border Town (série télévisée)
- 1959 : The Rebel épisode Gun City (série télévisée)
- 1959 : Black Saddle épisode The Deal (série télévisée)
- 1960 : Michael Shayne 3 épisodes Shoot the Works, This Is It, Michael Shayne et Murder in Wonderland (série télévisée)
- 1960 : The Chevy Mystery Show épisode Enough Rope (série télévisée)
- 1961-1962 : Alfred Hitchcock présente (Alfred Hitchcock Presents) 2 épisodes Services Rendered et Profit-Sharing Plan (série télévisée)
- 1961-1962 : Aventures dans les îles (Adventures in Paradise) 2 épisodes Show Me a Hero, et Hurricane Audrey (série télévisée)
- 1962 : Le Diable et les Dix Commandements de Julien Duvivier (segment Tu ne déroberas point)
- 1962-1964 : Suspicion (The Alfred Hitchcock Hour) 5 épisodes Captive Audience, Day of Reckoning, Dear Uncle George, Nothing Ever Happens in Linvale et Murder Case (série télévisée)
- 1963 : Stoney Burke épisode A Matter of Percentage (série télévisée)
- 1963 : The Third Man 2 épisodes A Diamond in the Rough et Ghost Town (série télévisée)
- 1964 : Arrest and Trial (en) épisode The Best There Is (série télévisée)
- 1964 : The Rogues épisode The Boston Money Party (série télévisée)
- 1964-1965 : L'Homme à la Rolls (Burke's Law) 3 épisodes Who Killed Everybody?, Who Killed Merlin the Great? et Who Killed Mother Goose? (série télévisée)
- 1964-1965 : Le Fugitif (The Fugitive) 2 épisodes Tiger Left, Tiger Right et Crack in a Crystal Ball (série télévisée)
- 1965-1966 : Honey West 3 épisodes The Gray Lady, Invitation to Limbo et An Eerie, Airy, Thing (série télévisée)
- 1966 : Jericho épisode Upbeat and Underground (série télévisée)
- 1967-1975 : Mannix 194 épisodes (série télévisée)
- 1968 : Columbo : Inculpé de meurtre (Prescription: Murder) (Pilote No1)
- 1968 : Les Règles du jeu (The Name of the Game) épisode The Taker (série télévisée)
- 1968 : Istanbul Express (de) de Richard Irving (téléfilm)
- 1969 : Trial Run de William A. Graham (téléfilm)
- 1969 : The Whole World Is Watching de Richard A. Colla (téléfilm)
- 1970 : My Sweet Charlie de Lamont Johnson (téléfilm)
- 1970 : McCloud: Who Killed Miss U.S.A.? de Richard A. Colla (téléfilm)
- 1970 : San Francisco International Airport épisode Crisis (série télévisée)
- 1970 : The Psychiatrist: God Bless the Children de Daryl Duke (téléfilm)
- 1971 : Sam Hill: Who Killed Mr. Foster? de Fielder Cook (téléfilm)
- 1971 : Two on a Bench de Jerry Paris (téléfilm)
- 1971 : Columbo : Rançon pour un homme mort (Ransom for a Dead Man) (Pilote No2)
- 1971-1998 : Columbo (série télévisée)
- 1972 : That Certain Summer de Lamont Johnson (téléfilm)
- 1972 : Un juge pas comme les autres (The Judge and Jake Wyler) de David Lowell Rich (téléfilm)
- 1973 : Tenafly de Richard A. Colla (téléfilm)
- 1973 : Chantage à Washington (Savage) de Steven Spielberg (téléfilm)
- 1974 : Exécuté pour désertion (The Execution of Private Slovik, titre québécois L'Exécution du soldat Slovik) de Lamont Johnson (téléfilm)
- 1974 : Calibre 38 (The Gun) de John Badham (téléfilm)
- 1975 : Ellery Queen de David Greene (téléfilm)
- 1975-1976 : Ellery Queen, à plume et à sang (Ellery Queen) 4 épisodes (série télévisée)
- 1977 : Charlie Cobb: Nice Night for a Hanging de Richard Michaels (téléfilm)
- 1977 : The Storyteller de Robert Markowitz (téléfilm)
- 1979 : Exécutions sommaires (Stone) de Corey Allen (téléfilm)
- 1979 : Murder by Natural Causes de Robert Day (téléfilm)
- 1981 : Crisis at Central High de Lamont Johnson (téléfilm)
- 1982 : Répétition pour un meurtre (Rehearsal for Murder) de David Greene (téléfilm)
- 1982 : Tentez votre chance (Take Your Best Shot) de David Greene (téléfilm)
- 1983 : Prototype humain (Prototype) de David Greene (téléfilm)
- 1984 : The Murder of Sherlock Holmes de Corey Allen (téléfilm)
- 1984 : Le Dernier Rempart (The Guardian) de David Greene (téléfilm)
- 1984-1996 : Arabesque 264 épisodes (série télévisée)
- 1985 : Cas de conscience (Guilty Conscience) de David Greene (téléfilm)
- 1986 : Ma femme a disparu (Vanishing Act) de David Greene (téléfilm)
- 1988 : Terrorist on Trial: The United States vs. Salim Ajami de Jeff Bleckner (téléfilm)
- 1990 : Over My Dead Body de Bradford May (téléfilm)
- 1990 : Columbo - Criminologie appliquée (Columbo: Columbo Goes to College, titre québécois Criminologue appliquée) de E.W. Swackhamer (téléfilm)
- 1991 : Columbo: Caution - Murder Can Be Hazardous to Your Health (titre québécois Attention - Le meurtre peut nuire à votre santé) de Daryl Duke (téléfilm)
- 1991 : The Boys de Glenn Jordan (téléfilm)
- 1994 : The Cosby Mysteries (série télévisée)
- 1997 : Arabesque : La Peur aux trousses (Murder, She Wrote: South by Southwest) de Anthony Pullen Shaw (téléfilm)

#### Cinéma
- 1975 : L'Odyssée du Hindenburg (The Hindenburg) de Robert Wise
- 1977 : Le Toboggan de la mort (Rollercoaster, titre québécois Les Montagnes russes) de James Goldstone
- 2009 : Where Do the Balloons Go? de Robert Butler

### Comme producteur
- 1970 : My Sweet Charlie (téléfilm)
- 1971 : The NBC Mystery Movie (série télévisée)
- 1971 : Columbo : Le livre témoin (Murder by the Book) (série télévisée)
- 1971 : Columbo : Poids mort (Dead Weigh) (série télévisée)
- 1971 : Two on a Bench (téléfilm)
- 1971 : Columbo : Plein Cadre (Suitable for Framing) (série télévisée)
- 1971 : Columbo : Attente (Lady in Waitin) (série télévisée)
- 1972 : Columbo : Accident (Short Fuse) (série télévisée)
- 1972 : Columbo : Une ville fatale (Blueprint for Murder) (série télévisée)
- 1972 : That Certain Summer (téléfilm)
- 1972 : Un juge pas comme les autres (The Judge and Jake Wyler) (téléfilm)
- 1973 : Tenafly (téléfilm)
- 1973 : Partners in Crime (téléfilm)
- 1973 : Columbo : Double Choc (Double Shock) (série TV)
- 1973 : Chantage à Washington (Savage) (téléfilm)
- 1973 : Columbo : Adorable mais dangereuse (Lovely but Lethal) (série télévisée)
- 1974 : Exécuté pour désertion (The Execution of Private Slovik) (téléfilm)
- 1974 : Calibre 38 (The Gun) (téléfilm)
- 1975 : A Cry for Help (en) (téléfilm)
- 1975 : Ellery Queen (téléfilm)
- 1977 : Charlie Cobb: Nice Night for a Hanging (téléfilm)
- 1977 : The Storyteller (téléfilm)
- 1979 : Murder by Natural Causes (téléfilm)
- 1981 : Crisis at Central High (téléfilm)
- 1982 : Rehearsal for Murder (téléfilm)
- 1982 : Tentez votre chance (Take Your Best Shot) (téléfilm)
- 1983 : Prototype humain (Prototype) (téléfilm)
- 1984 : The Murder of Sherlock Holmes (téléfilm)
- 1985 : Cas de conscience (Guilty Conscience) (téléfilm)
- 1990 : Columbo : Couronne mortuaire (Uneasy Lies the Crown) (série télévisée)
- 1991 : The Boys (téléfilm)
- 1992 : Intimes Confessions (Whispers in the Dark)

### Comme acteur
- 1994 : The Cosby Mysteries de Jerry London (téléfilm) : Sapolsky

## Œuvre littéraire

### Nouvelles écrites en collaboration avec Richard Levinson
- Whistle While You Work (1954) Publié en français sous le titre Siffler en travaillant, traduit par Hughette Godin, Paris, Opta, Mystère magazine no 111, avril 1957
- Child's Play (1959) Publié en français sous le titre Jeux innocents, traduit par Michel Rivelin, Paris, OPTA, Alfred Hitchcock magazine no 116, janvier 1971 ; nouvelle édition sous le titre Jeu d'enfant, traduit par Rosine Fitzgerald dans l'anthologie Histoires à mourir debout, présentée par Jon L. Breen et John Ball, Paris, Gallimard, coll. « Série noire » no 2177, 1989  (ISBN 2-07-049177-3)
- Shooting Script (1959) Publié en français sous le titre On tourne, traduit par Pierre et Nicolète Darcis, Paris, OPTA, Alfred Hitchcock magazine no 40, août 1964 ; réédition dans l'anthologie Histoires troublantes, Paris, LGF, coll. « Le Livre de poche » no 3008, 1988  (ISBN 2-253-04813-5)
- Operation Staying-Alive (1959)
- One for the Road (1959)
- Robbery, Robbery! (1959) Publié en français sous le titre Au voleur !, traduit par Simone Millot-Jacquin, Paris, OPTA, Alfred Hitchcock magazine no 10, février 1962 ; réédition dans l'anthologie Histoires à n'en pas revenir, Paris, LGF, coll. « Le Livre de poche » no 3002, 1988  (ISBN 2-253-04629-9)
- Memory Game (1959), publiée sous le pseudonyme Ted Leighton Publié en français sous le titre Une mémoire infaillible, traduit par Jean-Claude Dieuleveux, dans l'anthologie Histoires à lire avec précaution, Paris, Presses-Pocket no 2112, 1983  (ISBN 2-266-01244-4)
- One Bad Winter’s Day (1959) Publié en français sous le titre Sale Journée, traduit par Maurice-Bernard Endrèbe, dans l'anthologie Histoires pour tuer le temps, Paris, LGF, coll. « Le Livre de poche » no 6721, 1990  (ISBN 2-253-05226-4)
- Ghost Story (1959)
- The Joan Club (1959)
- Dear Corpus Delicti (1960) Publié en français sous le titre Cher "Corpus Delicti", traduit par Maurice-Bernard Endrèbe, dans l'anthologie Histoires fascinantes, Paris, Presses-Pocket no 2366, 1986  (ISBN 2-266-01843-4)
- Who Is Jessica? (1960) Publié en français sous le titre Qui est Jessica ?, traduit par Arlette Rosenblum, Paris, Opta, Anthologie du Suspense no 6, 1968
- Ghost and the Playboy (1961)
- No Name, Address, Identity (1961) Publié en français sous le titre Impasse au cerveau, traduit par Catherine Grégoire, Paris, OPTA, Alfred Hitchcock magazine no 17, septembre 1962 ; réédition dans l'anthologie Histoires macabres, Paris, LGF, coll. « Le Livre de poche » no 3003, 1988  (ISBN 2-253-04630-2)
- The End of an Era (1962) Publié en français sous le titre La Fin d'une époque, traduit par Simone Millot-Jacquin, Paris, OPTA, Alfred Hitchcock magazine no 67, novembre 1966
- Top-Flight Aquarium (1962)
- Exit Line (1962)
- The Man in the Lobby (1966) Publié en français sous le titre L'Homme dans le hall de l'hôtel, traduit par Philippe Barbier, dans l'anthologie Histoires à vous couper le souffle, Paris, Presses-Pocket no 2368, 1987  (ISBN 2-266-01974-0)

### Autres nouvelles
- Memory and Murder (1996)
- Artist’s Proof (1996)
- Queen, Two Jacks (1997)
- The Good Samaritan (1997)
- Crack in a Crystal Ball (1997)
- Where Do the Balloons Go? (1998)
- Sorcerer’s Apprentice (1998)
- Man on a Mission (2005)
- Murder Medium Rare (2006)
- Next of Kind (2006)
- Account Closed (2007)
- Santa with Sunglasses (2008)
- The Good Father (2008)
- Duel (2010)
- The You-Gotta-Be-Kidding Kidnapping (2010)
- Sally the Bookworm (2012)
- Just Another Saturday Night (2012)
- Doctor, Doctor (2015)
- The Goddaughter (2015)

## Prix et distinctions
- Grand Master Award 2018[2]